# Six4one
six4one (дословно «Шесть за одного») — швейцарская музыкальная группа, сформированная в ноябре 2005 года из шести человек. Группа специально была создана для того, чтобы представить Швейцарию на конкурсе песни Евровидение 2006 года.

## История
Немецкий продюсер Ральф Зигель и швейцарские национальные телевещатели являлись членами жюри в прослушивании для участника на Евровидение. Для участия в прослушивании, шесть человек с разных стран (подробнее в разделе «Состав») создали группу под названием six4one.
В итоге, Ральф и телевещатели выбрали участников группы из нераскрытого числа прослушанных. Группе было предоставлено участие на Евровидении.
Песня участников стала известна лишь 19 февраля 2006 года. «If We All Give a Little» стала популярной в Европе, ведь её композитором являлся Ральф Зигель.

### Евровидение
Конкурс проходил 18-20 мая в Афинах. Группа автоматически перешла в финал, благодаря восьмому месту Vanilla Ninja в прошлом году. В конце голосования, песня набрала 16-е место с 30 баллами.

### Распад группы
Группа была создана лишь для участия на Евровидении, поэтому после финала, группа сразу же распалась.

## Состав
В группе состояли шесть человек из шести разных стран. В скобках, после описания участника, написана страна, в которой он родился.
- Андреас Лундстедт — участник группы, позже став участником успешной шведской поп-группы Alcazar. (Швеция)
- Тинка Милинович — участница группы, оперная певица и теле-звезда из Боснии и Герцеговины, бывший музыкальный учёный из Луизианы, США. (Босния и Герцеговина)
- Клаудия Д’Аддио — участница группы, известная в Швейцарии как «Голос». Д’Аддио участвовала в реалити-шоу MusicStar в родной стране, выпустив три сингла, ставшие #1 в Швейцарии (несколько других участников MusicStar представляли Швейцарию на конкурсе в 2004 году). (Швейцария)
- Кейт Камиллери — участник группы, мальтийский певец, хорошо известный в своей стране. (Мальта)
- Марко Матиас — участник группы, бывший участник национальных отборов от Германии на Евровидение 2003 и 2005 годов, хотя он является уроженцем Португалии. (Португалия)
- Лиэль Колет — участница группы, родилась в Израиле и считается «следующей Селин Дион», согласно одному из веб-сайтов Евровидения. (Израиль)